# Vasile Mureșan - Murivale
Vasile Mureșan (pseudonim: Murivale) (n. 1 aprilie 1957, Arcalia, România) este un pictor român contemporan. Semnează cu pseudonimul Murivale. Televiziunea națională (TVR) a realizat de-a lungul anilor 7 filme documentare despre creația sa.

## Studii
- Liceul "Liviu Rebreanu" din Bistrița (1981)
- Academia de Arte "Luceafărul" din București – specializarea pictură (1996) la clasa profesorului Teodor Moraru.[2], examenul de licență luându-l la Universitatea de Artă București.

## Cronică de artă
- Iolanda Malamen: Murivale la Galeria Căminul Artei din București, 17 ianuarie 2005:

„Pentru neastâmpărul ludic al lui Vasile Mureșan Murivale, sala de expoziție este o pedeapsă, un supliciu. Dacă ar fi proprietarul unui parc, al unei ape curgătoare, al unui stadion, șantier, vapor, pădure, sat, sau orice are numai cer deasupra, ar face din arta lui cel mai nonconformist și polemic spectacol. Murivale nu știe ce-i tăcerea. El vorbește pe nerăsuflate, convinge, se zbuciumă, de parcă ar vrea să scape de niște lanțuri nevăzute, se plictisește, se autoironizează, se miră, devine propriul personaj într-o lume destul de prudentă la efecte și la consecințe. Obsesiile lui n-au vicii. Sunt doar luminoase și pătimașe. Murivale este un artist rar pe care truda zilnică nu-l epuizează, ci îl motivează. De câte ori calc în trăsnita lui casa, din inima Bucureștiului, de câte ori mă împiedic (la propriu) de zecile și zecile de lucrări rezemate de ziduri, de uși, de mobilier, de tot atâtea ori mă gândesc ce bine, că Dumnezeu i-a dat harul de-a risipi atâtea forme și culori fără să-i umilească statutul de aspirant la glorie.
Pentru că nu are încotro, Murivale acceptă și pereții convenționali ai sălilor de expoziții din când în când, ca pe-o favoare pe care o face propriei arte.
La ora când scriu aceste rânduri, artistul își strânge de pe pereții Galeriei Căminul Artei (sala - etaj), lucrările pe care le-a numit, provocator, SIXTINE ZERO. Am văzut expoziția și ceea ce m-a sedus a fost mișcarea energică a formelor pe pânză, de o frământată precizie. Un vârtej de culori calde și reci, sincope de linii, întreruperi ale discursului, continuarea lui cu și mai multă voluptate, umbre și lumini de o vitalitate dramatică uneori, spaime și bucurii pe care le ofera privitorului cu o sinceritate care, ea în sine este artă. Mi-am dat seama privind pereții care păreau ridicați odată cu picturile că, problema lui Murivale nu este cum "să spună", ci cum să se oprească, la cât de mult are de spus. Murivale a caștigat și de data asta. Și-a pus întrebări cu febrilitate, a (re)inventat răspunsuri, a intrat în competiție cu o memorie culturală greu de trădat, în fine, cu hedonismul lui creator, ne-a mai oferit odată o lecție de generozitate explozivă. Pe mulți poate îi nedumerește, alții sunt crispați în fața setei lui de comunicare, dar Muri își vede mai departe de himerele lui, când nemișcate, când zbuciumate, cu un preț pe care-l știe numai el. Murivale este o lecție deschisă de pictură adevarată!”
- Iolanda Malamen: Revista Luceafărul de dimineață - „Arhiva lui Vasile Mureșan-Murivale”, 2014:

„Există artiști pentru care comunicarea  mesajului vizual într-un spațiu plin de viață pe care-l tratează cu neasemuită autoritate și generozitate, reprezintă cea mai aplicată promulgare a noțiunii de imaginație și efort  Ei sunt structuri racordate la toate frămîntările și (in)justețele timpului, opera lor fiind un seducător și vulcanic amestec de trecut prezent dar, mai ales viitor. Elogiați sau negați, însă cu neputință de ignorat, depășind adesea adversități de neînțeles, ei sunt acele spirite lipsite de egoismul mohorît, și întind fantasmele creative aflați în siajul unei permanente visări. Un astfel de nomad visător, care lucrează în contra canoanelor, metamorfozînd tot ce atinge cu privirea și cu mîinile, este Vasile Mureșan-Murivale. De ani de zile acest vajnic combinator, face și desface ispitit de: forme, volume, perspective, și experimentînd, și tulburînd lucrurile stabile, și călăuzindu-ne prin întortocheatul lui lirism rebel, o mare cantitate de materie, ce devine  măsură a diversității.”

## Activitate profesională
- Debutează cu prima expoziție personală "Priveliști și sentimente" (1976)
- Pictură murală în holul Poștei din Bistrița (1981)
- Artist globetrotter (1981-1989)
- Expune la Clubul Presei-Timișoara (1983)
- Expune la Editura Cartea Românească cu ajutorul oferit de scriitorul Mircea Nedelciu (1985)
- Expune la Ateneul Român (1985)
- Expune la Galeria de Artă "Ștefan Luchian" din Botoșani (1986)
- Expune la Bistrița (1989)
- Expune la Val House, Hanul cu tei, Căminul Artei (2000, 2004, 2005)
- Expoziție Multimedia la Hanul cu Tei (2005)
- Preparator universitar la Academia "Luceafărul" (1997-2000)
- Expoziție internațională la Paris (1997-2000)
- Expoziții colective Galeria Artis 20 (2007)
- 4 intervenții artistice în spațiu-"environments" la km 0 București (1996-2000)
- Expozitie de pictură la Galeria de Arta “Casa Vernescu” (2008)[5][6]
- Expune la Monaco (2010)
- Expune la Cite International des Arts din Paris (2012).
- Apariții în mass-media din Statele Unite (Euronews, CNN, etc.) (2013)
- Vernisează expoziția „Rude divine“ la galeria Căminul Artei din București (2013).
- TVR a realizat de-a lungul anilor 7 filme documentare despre creația sa.
- Joacă în filmul „Voyage au coeur de l'Europe socialique“ de Pierre Merejkowschy
- Deține un canal public pe YouTube unde a realizat și a postat peste 1 000 de filme documentare despre artiștii români contemporani.
- De 4 ani figurează în rețeaua de socializare Facebook cu peste  50 000  de fotograme cu întreaga sa activitate profesională.

Joacă în filmul „Voyage au coeur de l’Europe socialique“ de Pierre Merejkowschy.. Expoziții reprezentative sunt „Câți artiști sunt în România – Sixtina lui Murivale” din 2005 pentru care a luat premiul Uniunii Artiștilor Plastici, „Sixtine Zero 4” de la Căminul Artei din București din 2005, „Sixtine Zero 9” de la Monaco în cadrul Galeriei L'Entrepot și la Cărturești din 2010.

## Premii
- Laureat de 3 ori în anii '80 la Festivalul "Cântarea României"
- Premiul Ministerului Culturii (1992).[8]
- Premiul juriului la Bienala de Artă de la Beauge (2001)
- Marele Premiu la Festivalul Național de Film (2003)
- Premiu UAP pentru performance și ambient (2005)
- Premiul UAP din România - Filiala Bucuresti pe anul 2013[9]

## Afilieri
- Membru  al UAP (secția Multimedia)